# لیلینگتون (کارولینای شمالی)
لیلینگتون (به انگلیسی: Lillington) شهری در ایالت کارولینای شمالی کشور ایالات متحده آمریکا است که جمعیت آن در سرشماری سال ۲۰۱۰ میلادی، ۳٬۱۹۴ نفر بوده‌است.